# النهر الأحمر

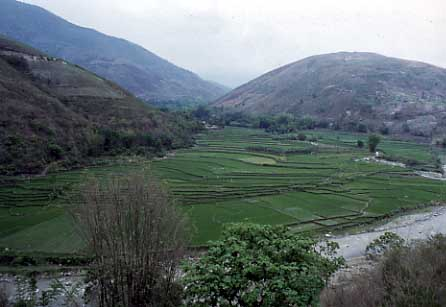
النهر الأحمر

النهر الأحمر (بالفيتنامية: Sông Hồng أو Hồng Hà، بالصينية: 红河) هو نهر يتدفق من الصين مروراً بفيتنام حتى بحر جنوب الصين. كما يسمى أيضاً يوان جيانغ (بالصينية: 元江).
يبدأ النهر في محافظة يونان بالصين. ويتدفق نحو جنوب الشرق مروراً بمناطق أقليات الداي قبل أن يغادر الصين عبر ولاية هونغه المستقلة ذاتياً في يونان. يدخل النهر فيتنام خلال محافظة لاو كاي، ويمرّ في النهاية أمام الحافة الشرقية للعاصمة الفيتنامية هانوي. تقع تونكين على الدلتا النهرية. في الأيام الاستعمارية، حاولت السلطات الفرنسية وغيرها بجعل النهر الأحمر شرياناً تجارياً مع الصين، وقد نجح ذلك لفترة محدودة. إنّ النهر الأسود هو الرافد الرئيسي للنهر الأحمر.

## المناطق التي يمر فيها

### الصين
- هونغه، محافظة يونان
- نانشا، محافظة يونان

### فيتنام
- هانوي
- هايفونغ